# فدراسیون فوتبال آفریقای مرکزی
فدراسیون فوتبال آفریقای مرکزی (فرانسوی: Fédération Centrafricaine de Football‎) نهاد اداره‌کننده مسابقات فوتبال و فوتسال در کشور آفریقای مرکزی است.
این فدراسیون که در سال ۱۹۶۲ تأسیس شده عضو کنفدراسیون فوتبال آفریقا و فیفا نیز می‌باشد و مقر آن در شهر بانگی است.